# Canton de la Tour-du-Pin
Pour les articles homonymes, voir La Tour du Pin.
Le canton de la Tour-du-Pin est une circonscription électorale française située dans le département de l'Isère, en région Auvergne-Rhône-Alpes.

## Géographie
Ce canton est organisé autour de La Tour-du-Pin dans l'arrondissement de La Tour-du-Pin. Son altitude varie de 260 m (Dolomieu) à 589 m (Torchefelon) pour une altitude moyenne de 407 m.

## Histoire
- De 1833 à 1848, les cantons de La Tour-du-Pin et de Virieu avaient le même conseiller général. Le nombre de conseillers généraux était limité à 30 par département[6].
- Créé au XIXe siècle, le canton de la Tour-du-Pin est réduit par le décret du 27 janvier 1993[4].
- Par décret du 18 février 2014, le nombre de cantons du département est divisé par deux, avec mise en application aux élections départementales de mars 2015. Le canton de la Tour-du-Pin est conservé et s'agrandit. Il passe de 15 à 17 communes[5].

## Représentation

### Conseillers généraux de 1833 à 2015
| Période                                  | Période      | Identité                                             | Étiquette                | Qualité |
| ---------------------------------------- | ------------ | ---------------------------------------------------- | ------------------------ | --- |
| 1833                                     | 1848         | François Lhoste (1785-1872)                          |                          | Propriétaire, juge de paix, notaire, maire de La Tour-du-Pin                                                                                            |
| 1848                                     | 1868 (décès) | Jules Charles Lhoste (1814-1868)-(fils du précédent) |                          | Notaire, ancien maire de La Tour-du-Pin |
| 1868                                     | 1875 (décès) | Alexis Costaz                                        |                          | Banquier et négociant, maire de La Tour-du-Pin |
| 1875                                     | 1880 (décès) | Ferdinand Reymond                                    | Républicain              | Propriétaire à La Tour-du-Pin Avocat - Député (1849-1851 et 1871-1880) Ancien Préfet de l'Isère                                                         |
| 1880                                     | 1921 (décès) | Antonin Dubost                                       | Rad.                     | Clerc d'avoué Député (1880-1897) - Sénateur (1897-1921) Président du Sénat (1906-1920) Maire de La Tour-du-Pin (1878-1921) Président du Conseil Général |
| 1921                                     | 1928         | Maurice Pouyade fils                                 | Radical                  | Fabricant de papier, maire de Saint-Victor-de-Cessieu                                                                                                   |
| 1928                                     | 1940         | Jean-Louis Chastanet                                 | SFIO puis PRS            | Journaliste Premier adjoint au maire de Grenoble Député (1924-1936) Maire de La Tour-du-Pin                                                             |
|                                          |              |                                                      |                          | |
| 1943                                     | 1945         | Pierre Gayet                                         | ?                        | Maire de La Tour-du-Pin Nommé conseiller départemental en 1943                                                                                          |
|                                          |              |                                                      |                          | |
| 1945                                     | 1950 (décès) | Maurice Pouyade (1892-1950)                          | Rad.                     | Fabricant de papier à Saint-Victor-de-Cessieu, ancien conseiller d'arrondissement                                                                       |
| 1950                                     | 1958         | Jean Terpend-Ordassière                              | MRP                      | Exploitant agricole à Saint-Joseph-de-Rivière Député (1945-1951)                                                                                        |
| 1958                                     | 1988         | Jean Rabatel                                         | MRP puis CD puis UDF-CDS | Maire de Saint-Didier-de-la-Tour Président de la Communauté de communes (1977-1983)                                                                     |
| 1988                                     | 1994         | Jean Bourdier                                        | PS                       | Inspecteur central des impôts Maire de La Tour-du-Pin (1984-1995) Président de la Communauté de communes (1983-1989)                                    |
| 1994                                     | 2001         | René Annequin                                        | UDF-CDS                  | Maire de Rochetoirin (1966-2001) |
| 2001                                     | 2008         | Maurice Durand                                       | DVD                      | Maire de La Tour-du-Pin (1995-2008) |
| 2008                                     | 2015         | Pascal Payen                                         | PS                       | Président de la Communauté de communes des Vallons de la Tour Conseiller municipal de Saint-Didier-de-la-Tour Vice-président du Conseil général         |
| Les données manquantes sont à compléter. |              |                                                      |                          | |

### Conseillers d'arrondissement (de 1833 à 1940)
| Période                                  | Période      | Identité                         | Étiquette   | Qualité |
| ---------------------------------------- | ------------ | -------------------------------- | ----------- | --- |
| 1833                                     | 1845         | M. Chevallier                    |             | Négociant à La Tour-du-Pin                                                                                  |
| 1845                                     | 1848         | Jacques Arnoux (1797-1878)       |             | Notaire à La Tour-du-Pin                                                                                    |
|                                          |              |                                  |             | |
| 1889                                     |              | M. Madelon                       | Républicain | |
| 1907                                     | 1929 (décès) | Maurice Pouyade père (1865-1929) | Radical     | Manufacturier à Saint-Victor-de-Cessieu                                                                     |
|                                          |              |                                  |             | |
| 1931                                     | 1937 (décès) | Pierre Revol                     |             | Maire de Saint-Clair-de-la-Tour, Président du Conseil d'arrondissement                                      |
| 1937                                     | 1940         | Maurice Pouyade fils             | Radical     | Manufacturier à Saint-Victor-de-Cessieu                                                                     |
| 1940                                     |              |                                  |             | Les conseils d'arrondissement ont été suspendus par la loi du 12 octobre 1940 et n'ont jamais été réactivés |
| Les données manquantes sont à compléter. |              |                                  |             | |

### Conseillers départementaux à partir de 2015
| Période élective | Période élective | Mandat | Mandat   | Identité          | Nuance | Nuance | Qualité |
| ---------------- | ---------------- | ------ | -------- | ----------------- | ------ | ------ | --- |
| 2015             | 2021             | 2015   | 2021     | Magali Guillot    |        | LR     | Directrice de maison de retraite Maire de Saint-André-le-Gaz (2014 → ) Présidente de la CC Les Vals du Dauphiné (2017 → 2023) Vice-Présidente du conseil départemental de l'Isère, déléguée à la Santé |
| 2015             | 2021             | 2015   | 2021     | Fabien Rajon      |        | LR     | Avocat Maire de La Tour-du-Pin (2014 → ) |
| 2021             | 2028             | 2021   | en cours | Delphine Hartmann |        | Agir   | Infirmière Maire de Dolomieu (2020 → ) 13e vice-présidente du conseil départemental de l'Isère chargée de l'autonomie et des handicaps                                                                 |
| 2021             | 2028             | 2021   | en cours | Fabien Rajon      |        | LR     | Conseiller sortant |

### Résultats détaillés

#### Élections de mars 2015
À l'issue du 1er tour des élections départementales de 2015, deux binômes sont en ballottage : Magali Guillot et Fabien Rajon (Union de la Droite, 37,44 %) et Alain Chapuis et Nathalie Germain (FN, 31,81 %). Le taux de participation est de 53,08 % (12 776 votants sur 24 069 inscrits) contre 49,24 % au niveau départemental et 50,17 % au niveau national.
Au second tour, Magali Guillot et Fabien Rajon (Union de la Droite) sont élus avec 62,83 % des suffrages exprimés et un taux de participation de 52,46 % (7 116 voix pour 12 626 votants et 24 069 inscrits).

#### Élections de juin 2021
Le premier tour des élections départementales de 2021 est marqué par un très faible taux de participation (33,26 % au niveau national). Dans le canton de la Tour-du-Pin, ce taux de participation est de 30,04 % (7 808 votants sur 25 990 inscrits) contre 31,88 % au niveau départemental. À l'issue de ce premier tour, deux binômes sont en ballottage : Delphine Hartmann et Fabien Rajon (Union au centre et à droite, 50,77 %) et Nathalie Germain et Marc Magnoux (RN, 20,94 %).
Le second tour des élections est marqué une nouvelle fois par une abstention massive équivalente au premier tour. Les taux de participation sont de 34,36 % au niveau national, 32,23 % dans le département et 30,87 % dans le canton de la Tour-du-Pin. Delphine Hartmann et Fabien Rajon (Union au centre et à droite) sont élus avec 75,99 % des suffrages exprimés (5 538 voix pour 8 025 votants et 25 996 inscrits),,. 

## Composition

### Composition avant 2015
Avant 1993, le canton comptait seize communes ; le décret du 27 janvier 1993 lui retire la commune de Vasselin, ajoutée au canton de Morestel.
De 1993 à 2015, le canton de la Tour-du-Pin regroupait quinze communes.
| Nom                        | Code Insee | Codepostal | Superficie (km2) | Population (dernière pop. légale) | Densité (hab./km2) |
| -------------------------- | ---------- | ---------- | ---------------- | --------------------------------- | ------------------ |
| La Tour-du-Pin (chef-lieu) | 38509      | 38110      | 4,77             | 7 927 (2012)                      | 1 662              |
| Cessieu                    | 38064      | 38110      | 14,35            | 2 679 (2012)                      | 187                |
| La Chapelle-de-la-Tour     | 38076      | 38110      | 9,04             | 1 700 (2012)                      | 188                |
| Dolomieu                   | 38148      | 38110      | 13,32            | 3 025 (2012)                      | 227                |
| Faverges-de-la-Tour        | 38162      | 38110      | 7,67             | 1 252 (2012)                      | 163                |
| Montagnieu                 | 38246      | 38110      | 8,83             | 964 (2012)                        | 109                |
| Montcarra                  | 38250      | 38890      | 4,90             | 495 (2012)                        | 101                |
| Rochetoirin                | 38341      | 38110      | 10,62            | 1 077 (2012)                      | 101                |
| Sainte-Blandine            | 38369      | 38110      | 9,21             | 918 (2012)                        | 100                |
| Saint-Clair-de-la-Tour     | 38377      | 38110      | 9,24             | 3 359 (2012)                      | 364                |
| Saint-Didier-de-la-Tour    | 38381      | 38110      | 14,63            | 1 836 (2012)                      | 125                |
| Saint-Jean-de-Soudain      | 38401      | 38110      | 7,48             | 1 493 (2012)                      | 200                |
| Saint-Victor-de-Cessieu    | 38464      | 38110      | 12,22            | 2 177 (2012)                      | 178                |
| Torchefelon                | 38508      | 38690      | 8,68             | 659 (2012)                        | 76                 |
| Vignieu                    | 38546      | 38890      | 9,40             | 970 (2012)                        | 103                |

### Composition depuis 2015
À la suite du redécoupage cantonal de 2014, le canton de la Tour-du-Pin compte désormais dix-sept communes.
| Nom                                    | Code Insee | Intercommunalité           | Superficie (km2) | Population (dernière pop. légale) | Densité (hab./km2) | Modifier                                    |
| -------------------------------------- | ---------- | -------------------------- | ---------------- | --------------------------------- | ------------------ | ------------------------------------------- |
| La Tour-du-Pin (bureau centralisateur) | 38509      | CC Les Vals du Dauphiné    | 4,77             | 8 123 (2022)                      | 1 703              | modifier les données · modifier les données |
| La Bâtie-Montgascon                    | 38029      | CC Les Vals du Dauphiné    | 8,43             | 2 025 (2022)                      | 240                | modifier les données · modifier les données |
| Cessieu                                | 38064      | CC Les Vals du Dauphiné    | 14,35            | 3 257 (2022)                      | 227                | modifier les données · modifier les données |
| La Chapelle-de-la-Tour                 | 38076      | CC Les Vals du Dauphiné    | 9,04             | 1 936 (2022)                      | 214                | modifier les données · modifier les données |
| Dolomieu                               | 38148      | CC Les Vals du Dauphiné    | 13,32            | 3 188 (2022)                      | 239                | modifier les données · modifier les données |
| Faverges-de-la-Tour                    | 38162      | CC Les Vals du Dauphiné    | 7,67             | 1 482 (2022)                      | 193                | modifier les données · modifier les données |
| Montagnieu                             | 38246      | CC Les Vals du Dauphiné    | 8,83             | 1 171 (2022)                      | 133                | modifier les données · modifier les données |
| Montcarra                              | 38250      | CC Les Balcons du Dauphiné | 4,90             | 606 (2022)                        | 124                | modifier les données · modifier les données |
| Le Passage                             | 38296      | CC Les Vals du Dauphiné    | 6,68             | 972 (2022)                        | 146                | modifier les données · modifier les données |
| Rochetoirin                            | 38341      | CC Les Vals du Dauphiné    | 10,62            | 1 102 (2022)                      | 104                | modifier les données · modifier les données |
| Saint-André-le-Gaz                     | 38357      | CC Les Vals du Dauphiné    | 8,89             | 2 726 (2022)                      | 307                | modifier les données · modifier les données |
| Saint-Clair-de-la-Tour                 | 38377      | CC Les Vals du Dauphiné    | 9,24             | 3 526 (2022)                      | 382                | modifier les données · modifier les données |
| Saint-Didier-de-la-Tour                | 38381      | CC Les Vals du Dauphiné    | 14,63            | 2 125 (2022)                      | 145                | modifier les données · modifier les données |
| Saint-Jean-de-Soudain                  | 38401      | CC Les Vals du Dauphiné    | 7,48             | 1 698 (2022)                      | 227                | modifier les données · modifier les données |
| Saint-Victor-de-Cessieu                | 38464      | CC Les Vals du Dauphiné    | 12,22            | 2 170 (2022)                      | 178                | modifier les données · modifier les données |
| Sainte-Blandine                        | 38369      | CC Les Vals du Dauphiné    | 9,21             | 1 020 (2022)                      | 111                | modifier les données · modifier les données |
| Torchefelon                            | 38508      | CC Les Vals du Dauphiné    | 8,68             | 823 (2022)                        | 95                 | modifier les données · modifier les données |
| Canton de la Tour-du-Pin               | 3824       |                            | 158,96           | 37 950 (2022)                     | 239                | modifier les données                        |

## Démographie

### Démographie avant 2015
| 1962   | 1968   | 1975   | 1982   | 1990   | 1999   | 2006   | 2011   | 2012   |
| ------ | ------ | ------ | ------ | ------ | ------ | ------ | ------ | ------ |
| 16 273 | 17 041 | 18 831 | 21 010 | 22 940 | 24 104 | 27 982 | 30 356 | 30 531 |

### Démographie depuis 2015
En 2022, le canton comptait 37 950 habitants, en évolution de +4,42 % par rapport à 2016 (Isère : +3,07 %, France hors Mayotte : +2,11 %).
| 2013   | 2018   | 2022   |
| ------ | ------ | ------ |
| 35 140 | 37 062 | 37 950 |